# Musiktheater Wil
Musiktheater Wil (Eigenschreibweise teilweise: MUSIKTHEATERWIL; bis 2011: Theatergesellschaft Wil) ist ein Schweizer Verein in der Stadt Wil im Kanton St. Gallen, der rund alle drei Jahre Werke aus den Bereichen Oper, Operette oder Musical aufführt.

## Geschichte

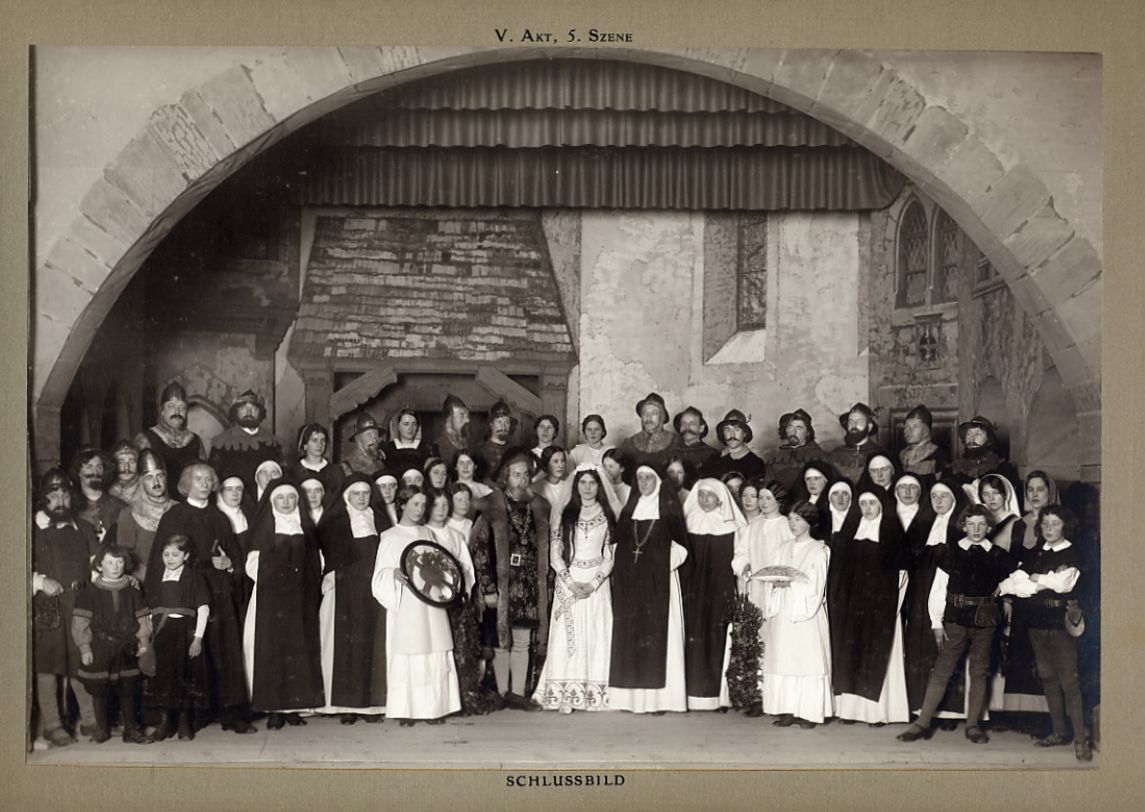
Schlussbild Nonne von Wyl aus dem Jahr 1914, Bild von Hermann Tschopp

Das Gründungsjahr wird auf das Jahr 1866 gelegt, die Gründung lässt sich allerdings nicht mehr schriftlich belegen. 1866 lässt sich schriftlich belegen, dass der Männerchor «Concordia» und die Musikgesellschaft «Cäcilia» beabsichtigten, gemeinsam 1867 Albert Lortzings Zar und Zimmermann aufzuführen. Alle ein bis zwei Jahre führten diese beiden Vereine anschliessend getrennt verschiedene Produktionen auf. 1883 kam mit dem Pfarrcäcilienverein ein weiteres Mitglied dazu.
Ab 1877 fanden die Produktionen in der Tonhalle Wil statt. Eine Ausnahme bilden die Inszenierungen von Giuseppe Verdis Nabucco im Jahre 2006 und Georges Bizets Carmen im Jahre 2010, welche im Wiler Stadtsaal aufgeführt wurden.

## Vereinsstruktur
Der Verein besteht aus drei Vereinen: «Männerchor Concordia Wil», «Sinfonisches Orchester Wil» und «Chor zu St. Nikolaus» sowie aus freien Mitgliedern.

## Aufführungen
| Jahr | Stück                                                    | Autor                                       | Kommentar                              |
| ---- | -------------------------------------------------------- | ------------------------------------------- | -------------------------------------- |
| 1867 | Zar und Zimmermann                                       | Albert Lortzing                             |                                        |
| 1868 | Die Nonne von Wyl                                        | Carl Georg Jakob Sailer                     | Erstaufführung                         |
| 1870 | Alessandro Stradella                                     | Friedrich von Flotow                        |                                        |
| 1872 | Peter von Szápáry, oder: Des Ungarn Rache                | Charlotte Birch-Pfeiffer                    |                                        |
| 1877 | Die Nonne von Wyl                                        | Carl Georg Jakob Sailer                     | Erste Aufführung in der neuen Tonhalle |
| 1878 | Incognito oder Der Fürst wider Willen                    | Karl August Görner                          |                                        |
| 1879 | Philippine Welser                                        | Oskar von Redwitz                           |                                        |
| 1880 | Der Zunftmeister von Nürnberg                            | Oskar von Redwitz                           |                                        |
| 1881 | Joseph und seine Brüder                                  | Étienne-Nicolas Méhul                       |                                        |
| 1882 | Preciosa oder Die Zigeuner in Madrid                     | Carl Maria von Weber                        |                                        |
| 1883 | Die Lieder des Musikanten                                | Rudolf Kneisel / Ferdinand Gumbert          |                                        |
| 1884 | Martha                                                   | Friedrich von Flotow                        |                                        |
| 1885 | Weihnachtsoratorium                                      | Heinrich Fidelis Müller                     |                                        |
| 1886 | Alessandro Stradella                                     | Friedrich von Flotow                        |                                        |
| 1889 | Die Jungfrau von Orléans                                 | Friedrich Schiller                          |                                        |
| 1891 | Joseph und seine Brüder                                  | Étienne-Nicolas Méhul                       |                                        |
| 1892 | Der Verschwender                                         | Ferdinand Raimund / Conradin Kreutzer       |                                        |
| 1894 | Der Löwe von Luzern oder Schweizertreu und Schweizerehre | Joseph Ignaz von Ah                         |                                        |
| 1895 | Zar und Zimmermann                                       | Albert Lortzing                             |                                        |
| 1898 | Der Tatzelwurm oder das Glöck‘l vom Birkenstein          | Hermann von Schmid / Emil Erhardt           |                                        |
| 1901 | Zriny                                                    | Theodor Körner                              |                                        |
| 1902 | Die Nonne von Wyl                                        | Carl Georg Jakob Sailer                     |                                        |
| 1903 | Der Waffenschmied                                        | Albert Lortzing                             |                                        |
| 1906 | Wilhelm Tell                                             | Friedrich Schiller                          |                                        |
| 1910 | Die Rabensteinerin                                       | Ernst von Wildenbruch                       |                                        |
| 1911 | Die Jungfrau von Orléans                                 | Friedrich Schiller                          |                                        |
| 1914 | Die Nonne von Wyl                                        | Carl Georg Jakob Sailer                     |                                        |
| 1920 | Der Freischütz                                           | Carl Maria von Weber                        |                                        |
| 1922 | Der Verschwender                                         | Ferdinand Raimund / Conradin Kreutzer       |                                        |
| 1924 | Wilhelm Tell                                             | Friedrich Schiller                          |                                        |
| 1927 | Fidelio                                                  | Ludwig van Beethoven                        |                                        |
| 1929 | Jeanne d’Arc                                             | Jules Barbier / Charles Gounod              |                                        |
| 1931 | Joseph und seine Brüder                                  | Etienne-Nicolas Méhul                       |                                        |
| 1934 | Die verkaufte Braut                                      | Bedřich Smetana                             |                                        |
| 1936 | Der Vogelhändler                                         | Carl Zeller                                 |                                        |
| 1938 | Der Zigeunerbaron                                        | Johann Strauss (Sohn)                       |                                        |
| 1946 | Martha                                                   | Friedrich von Flotow                        |                                        |
| 1949 | Zar und Zimmermann                                       | Albert Lortzing                             |                                        |
| 1952 | Der Wildschütz                                           | Albert Lortzing                             |                                        |
| 1954 | Der Bettelstudent                                        | Carl Millöcker                              |                                        |
| 1957 | Der Freischütz                                           | Carl Maria von Weber                        |                                        |
| 1960 | Das Märchen vom Zaren Saltan                             | Nikolai Andrejewitsch Rimski-Korsakow       |                                        |
| 1963 | Der schwarze Hecht                                       | Erik Charell / Jürg Amstein / Paul Burkhard |                                        |
| 1966 | Eine Nacht in Venedig                                    | Johann Strauss (Sohn)                       |                                        |
| 1969 | Die Fledermaus                                           | Johann Strauss (Sohn)                       |                                        |
| 1972 | Die lustige Witwe                                        | Franz Lehár                                 |                                        |
| 1975 | Boccaccio                                                | Franz von Suppè                             |                                        |
| 1979 | Der Zigeunerbaron                                        | Johann Strauss (Sohn)                       |                                        |
| 1982 | Zar und Zimmermann                                       | Albert Lortzing                             |                                        |
| 1985 | Eine Nacht in Venedig                                    | Johann Strauss (Sohn)                       |                                        |
| 1988 | Martha                                                   | Friedrich von Flotow                        |                                        |
| 1991 | Die Fledermaus                                           | Johann Strauss (Sohn)                       |                                        |
| 1994 | Der Wildschütz                                           | Albert Lortzing                             |                                        |
| 1997 | Showboat                                                 | Jerome Kern                                 |                                        |
| 2000 | Brigadoon                                                | Frederick Loewe                             |                                        |
| 2003 | Der Liebestrank                                          | Gaetano Donizetti                           |                                        |
| 2006 | Nabucco                                                  | Giuseppe Verdi                              |                                        |
| 2009 | Carmen                                                   | Georges Bizet                               |                                        |
| 2012 | Die Banditen                                             | Jacques Offenbach                           |                                        |
| 2015 | La traviata                                              | Giuseppe Verdi                              |                                        |
| 2018 | Die Regimentstochter                                     | Gaetano Donizetti                           |                                        |
| 2024 | Cavalleria rusticana                                     | Pietro Mascagni                             |                                        |